# Eria tiagii
Eria tiagii là một loài thực vật có hoa trong họ Lan. Loài này được Manilal, C.S.Kumar & J.J.Wood mô tả khoa học đầu tiên năm 1984.